# Vít Kudrle
Vít Kudrle je český plazmový fyzik a popularizátor vědy.

## Věda a výuka
Vít Kudrle přednáší na Přírodovědecké fakultě Masarykovy univerzity, kde je také členem oborové komise Fyzika plazmatu. Je autorem mnoha odborných publikací. V databázi národních autorit České republiky je mu přiřazeno identifikační číslo mub2012732662.